# Nosy Lava
Pour les articles homonymes, voir Nosy (homonymie).
Nosy Lava est une petite île située au nord-ouest de Madagascar, à l'entrée de la Baie de Narinda.

## Historique
Cette petite île qui comporte aujourd'hui trois petits villages était, autrefois, de 1911 à 2010, le bagne de Madagascar. 
À la suite des différents changements politiques, les derniers prisonniers ont été libérés, et certains continuent à peupler l'île. 